# V-22 Osprey
V-22 Osprey (engelsk for fiskeørn) er et amerikansk militært luftfartøj med en 12-meter tiltrotor på hver vinge udviklet i et fælles samarbejde mellem Bell Helicopter Textron og Boeing Helicopters.
Luftfartøjet kan lande vertikalt som en helikopter og ved hjælp af tiltrotorerne flyve som et almindelige propelfly, når det har vundet højde.
United States Marine Corps er den forsvarsgren, som har ansvaret for udviklingen af luftfartøjet. Korpsets udgave, MV-22B, er et taktisk transportfly for tropper, udstyr og forsyninger i stand til at operere fra skibe. En anden udgave, CV-22B, bliver brugt af USSOCOM for specialoperationer med lang rækkevidde. En tredje, ikke bestilt, udgave HV-22A var beregnet til United States Navy, og skulle fungere til søredning under kampforhold, indsættelse og afhentning af specialoperationsstyrker og logistikstøtte til flåden.
Luftfartøjet erstattede marinekorpsets CH-46 Sea Knight helikoptere og skal efterhånden erstatte korpsets CH-53E Super Stallion-helikopter som de bliver leveret.

## Galleri
- En V-22 Osprey tanker brændstof under natlig aktion i Irak
- En V-22 Osprey trækker tydelige hvirvler fra rotorbladene ved Royal International Air Tattoo 2012
- Præsentationsvideo